# Valeriano López
Valeriano López   (Districte de Casma, 4 de maig de 1926 - Callao, 7 de maig de 1993) fou un futbolista peruà de la dècada de 1940.
Fou 12 cops internacional amb la selecció del Perú. Pel que fa a clubs, defensà els colors de Sport Boys, Deportivo Cali, CA Huracán i Alianza Lima.
Fou un gran golejador amb 207 gols en 199 partits de 1946 fins 1960.